# Торрико, Себастьян
Себастьян Альберто Торрико (исп. Sebastián Alberto Torrico; род. 22 февраля 1980, Мендоса, Аргентина) — аргентинский футболист, вратарь.

## Биография
Торрико начал карьеру в клубе «Годой-Крус». В 2001 году он дебютировал за команду. В 2005 году Себастьян помог клубу стать чемпионом второго дивизиона и выйти в Примеру. В 2008 году Торрико был отдан в полуторагодовую аренду в «Архентинос Хуниорс» для получения игровой практики. 9 августа в матче против «Арсенала» из Саранди он дебютировал за новую команду. Себастьян стал бессменным вратарём «Хуниорс», не пропустив ни одного матча за полтора года. Руководство клуба попыталось выкупить контракт футболиста у «Годой-Крус», но стороны не сошлись в цене и Себастьян вернулся обратно.
После возвращения Торрико провёл один сезон основным вратарём, но после был посажен на лавку Нельсоном Ибаньесом. В 2013 году на правах аренды Себастьян перешёл в «Сан-Лоренсо». 15 июня в матче против «Индепендьенте» он дебютировал за новую команду. Торрико провёл всего два поединка за «Сан-Лоренсо», после чего клуб выкупил его трансфер у «Годой-Крус». В 2014 году Себастьян стал чемпионом Аргентины, а также выиграл Кубок Либертадорес. В феврале 2016 года он помог «Сан-Лоренсо» выиграть Суперкубок Аргентины.

## Достижения
Командные
 «Сан-Лоренсо»
- Чемпионат Аргентины по футболу — Инисиаль 2013/2014
- Обладатель Кубка Либертадорес — 2014
- Обладатель Суперкубка Аргентины — 2015